# Мексикано-мальдивские отношения
Мексикано-мальдивские отношения — двусторонние дипломатические отношения между Мексикой и Мальдивами. Страны являются членами Организации Объединённых Наций.

## История
15 ноября 1975 года были установлены дипломатические отношения между странами, которые в основном развивались в рамках многосторонних форумов.
В ноябре 2010 года правительство Мальдив направило делегацию из 28 человек для участия в конференции Организации Объединённых Наций по изменению климата в мексиканском городе Канкуне.

## Дипломатические миссии
- Мальдивы не имеют аккредитации в Мексике.
- Интересы Мексики в Мальдивах представлены через посольство в Нью-Дели (Индия)[3].